# Wiktoria Stępień
Wiktoria Stępień (ur. 19 kwietnia 2000) – polska koszykarka, występująca na pozycjach rzucającej lub niskiej skrzydłowej, ostatnio zawodniczka SKK Polonia Warszawa.

## Osiągnięcia
Stan na 3 kwietnia 2023.

### Drużynowe
- Brązowa medalistka w Pucharze European Women's Basketball League[1]

#### Młodzieżowe
3x3
- Wicemistrzyni:
  - Akademickich Mistrzostw Polski 3x3 (2021)
  - Polski U23 3x3 (2020)
- Brązowa medalistka Akademickich Mistrzostw Polski 3x3 (2022)
- Uczestniczka Akademickich Mistrzostw Polski 3x3 (2020 – 4. miejsce, 2021, 2022)

5x5
- Uczestniczka mistrzostw Polski:
  - juniorek starszych (2017–2019)
  - juniorek (2014/2015, 2016–2018)